# Ermanno V di Baden
Ermanno V di Baden (... – 16 gennaio 1243) fu margravio di Verona e Baden dal 1190 alla sua morte.

## Biografia
Figlio di Ermanno IV e di Berta di Tubinga.
Durante la disputa per il trono tedesco nel 1198, Ermanno sostenne il re Filippo e dal 1208 al 1211 l'imperatore Ottone IV. Fu un devoto suddito dell'imperatore Federico II. Ermanno fondò inoltre le città di Backnang, Pforzheim e Stoccarda. Nel 1219 Pforzheim divenne sede del Margraviato di Baden.
Nel 1218 abbandonò le rivendicazioni sul titoli in Zähringen, e nel 1227 anche a quelle in Braunschweig. Ermanno fu poi creato conte di Ortenau e Brisgovia. Nell'entourage dell'imperatore Federico II, viaggiò per gran parte della Germania e dell'Italia e nel 1221 fu fatto prigioniero in Egitto. Prese parte alla Quinta Crociata nel 1228 con l'imperatore e suo fratello. Il margravio fu consigliere di Enrico VII finché non fu detronizzato e partecipò inoltre alle battaglia difensiva contro i Mongoli a Liegnitz.
Fondò i monasteri di Maulbronn, Tennenbach, Herrenalb, Selz, Salem e Backnang. Sua moglie Ermengarda fondò il monastero di Lichtenthal in Baden-Baden nel 1245, che divenne poi luogo di sepoltura dei margravi.
Le sue spoglie furono sepolte a Backnang, finché la vedova spostò i resti a Lichtenthal nel 1248.

## Matrimonio e figli
Sposò nel 1217 Ermengarda del Reno (1200 - 24 febbraio 1260), da cui ebbe:
- Ermanno VI (1225, 4 ottobre 1250)
- Rodolfo I (1230, 19 novembre, 1288)
- Matilde († 1258) che sposò il 4 aprile 1251 il conte Ulrico I di Württemberg (1222, 25 febbraio 1265)
- Elisabetta, che sposò in prime nozze il conte Eberardo di Eberstein e in seconde nozze Ludovico II di Lichtenberg.

## Ascendenza
|                      |   |                                | Genitori               |  |  | Nonni |  |  | Bisnonni            |  |  | Trisnonni          |  |
|                      |   |                                |                        |  |  |       |  |  | Ermanno II di Baden |  |  | Ermanno I di Baden |  |
|                      |   |                                |                        |  |  |       |  |  | Ermanno II di Baden |  |  | Ermanno I di Baden |  |
|                      |   | Giuditta di Backnang-Sulichgau |                        |  |  |       |  |  | Ermanno II di Baden |  |  |                    |  |
| Ermanno III di Baden |   |                                |                        |  |  |       |  |  | Ermanno II di Baden |  |  |                    |  |
|                      |   | Giuditta di Hohenberg          | …                      |  |  |       |  |  |                     |  |  |                    |  |
|                      |   | Giuditta di Hohenberg          | …                      |  |  |       |  |  |                     |  |  |                    |  |
|                      |   | Giuditta di Hohenberg          | …                      |  |  |       |  |  |                     |  |  |                    |  |
| Ermanno IV di Baden  |   | Giuditta di Hohenberg          |                        |  |  |       |  |  |                     |  |  |                    |  |
|                      |   | Simone I di Lorena             | Teodorico II di Lorena |  |  |       |  |  |                     |  |  |                    |  |
|                      |   | Simone I di Lorena             | Teodorico II di Lorena |  |  |       |  |  |                     |  |  |                    |  |
|                      |   | Simone I di Lorena             | Edvige di Formbach     |  |  |       |  |  |                     |  |  |                    |  |
| Berta di Lorena      |   | Simone I di Lorena             |                        |  |  |       |  |  |                     |  |  |                    |  |
|                      |   | Adelaide di Lovanio            | Enrico III di Lovanio  |  |  |       |  |  |                     |  |  |                    |  |
|                      |   | Adelaide di Lovanio            | Enrico III di Lovanio  |  |  |       |  |  |                     |  |  |                    |  |
|                      |   | Adelaide di Lovanio            | Gertrude di Fiandra    |  |  |       |  |  |                     |  |  |                    |  |
| Ermanno V di Baden   |   | Adelaide di Lovanio            |                        |  |  |       |  |  |                     |  |  |                    |  |
|                      | … | …                              |                        |  |  |       |  |  |                     |  |  |                    |  |
|                      | … | …                              |                        |  |  |       |  |  |                     |  |  |                    |  |
|                      | … | …                              |                        |  |  |       |  |  |                     |  |  |                    |  |
| …                    | … |                                |                        |  |  |       |  |  |                     |  |  |                    |  |
|                      |   | …                              | …                      |  |  |       |  |  |                     |  |  |                    |  |
|                      |   | …                              | …                      |  |  |       |  |  |                     |  |  |                    |  |
|                      |   | …                              | …                      |  |  |       |  |  |                     |  |  |                    |  |
| Berta di Tubinga     |   | …                              |                        |  |  |       |  |  |                     |  |  |                    |  |
|                      |   | …                              | …                      |  |  |       |  |  |                     |  |  |                    |  |
|                      |   | …                              | …                      |  |  |       |  |  |                     |  |  |                    |  |
|                      |   | …                              | …                      |  |  |       |  |  |                     |  |  |                    |  |
| …                    |   | …                              |                        |  |  |       |  |  |                     |  |  |                    |  |
|                      |   | …                              | …                      |  |  |       |  |  |                     |  |  |                    |  |
|                      |   | …                              | …                      |  |  |       |  |  |                     |  |  |                    |  |
|                      |   | …                              | …                      |  |  |       |  |  |                     |  |  |                    |  |
|                      |   | …                              |                        |  |  |       |  |  |                     |  |  |                    |  |